# 프랑스의 사법부
프랑스의 사법부(프랑스어: l'organisation juridictionnelle nationale française, 영어: Judiciary of France)는 프랑스 정부에서 사법권을 행사하는 기관들의 체계를 일컫는 말이다. 대륙법계의 대표주자인 프랑스는 관할에 따라 여러 개의 최고법원을 두고 있으며, 법관과 검사를 아우르는 전통적 관념으로서의 사법관 개념을 유지하고 있다.

## 개요
프랑스의 사법부는 사건 관할에 따라 일반법원, 행정법원, 헌법재판소 및 관할에 대한 분쟁을 다루는 법정인 관할법원, 탄핵사건에 관한 공화국재판소(프랑스어: Cour de Justice de la République) 등으로 다양하게 나뉘어 있다. 다만 공식적으로 프랑스 헌법 제8장 '사법권(프랑스어: De l'autorité judiciaire)'에는 파기원 산하의 일반법원과 검사만이 포함되어 있고, 헌법평의회는 제7장에 규정되어 있다. 
따라서 해석론적 관점에서 행정법원의 최종심을 담당하는 국참사원이나 헌법평의회 등은 프랑스 헌법상의 형식적인 '사법권'을 이루지 않고 다만 비교법학적 관점에서 광의의 프랑스 사법제도에 속하게 된다. 이러한 '일반법원(사법법원)'과 '행정법원 및 헌법평의회(공법법원)' 간 구분의 유래는 프랑스 대혁명의 주체들이 법복귀족으로 구성된 구체제의 사법제도를 불신한 탓에 국민이 선출한 행정부 및 입법부의 권력을 사법에 의해 제약받지 않도록 하는 측면이 있었음을 유의할 필요가 있다.

## 구성
일반법원의 법관 및 검사로 구성된 프랑스의 전통적인 사법부에서 일반법원에 대한 사법행정권은 프랑스 헌법 제65조에 따라 구성되는 현직 사법관 6명, 국참사원 위원 1명, 변호사 1명, 정치권이 지명한 재야인사 6명(대통령 2명, 상원의장 2명, 하원의장 2명)으로 구성되는 '최고사법관회의(프랑스어: Conseil supérieur de la magistrature, CSM)'가 주관한다. 최고사법관회의는 법관분과위원회와 검사분과위원회로 나뉘는데, 법관분과위원회에 참여하는 현직 사법관 6명은 법관 5명, 검사 1명으로 구성되고, 검사분과위원회에 참여하는 현직 사법관 6명은 법관 1명, 검사 5명으로 구성된다. 이러한 제도는 프랑스가 헌법 제64조 제3항에 따라 법관(프랑스어: Magistrats du Siège)과 검사(프랑스어: Magistrats du Parquet)를 포함하는 개념으로서 사법관(프랑스어: magistrats) 제도를 유지하는 연장선상에 있다. 
반면 전통적으로는 사법부에 속하지 않는 것으로 여겨졌던 프랑스의 행정법원에 대한 사법행정권은 프랑스 행정소송법 제232-1조에 따라 구성되는 '최고행정법원회의(프랑스어: Conseil supérieur des tribunaux administratifs et cours administratives d'appel, CSTACAA)'가 주관한다. 최고행정법원회의는 프랑스 행정소송법 제232-2조에 따라 행정법원 및 법무부를 대표하는 5명, 일반법원을 대표하는 5명과 대통령 및 상원의장, 하원의장이 각 1명씩 지명한 3명 등 총 13명으로 이루어져 있다.

## 조직
비교법학적 관점에서 프랑스의 최고법원은 아래의 4개로 구성되어 있다. 다만 앞서 살펴보았듯이 프랑스에서 전통적인 사법부는 오직 사법관으로 구성된 일반법원 및 검찰만을 의미하였지만, 2006년 행정법원 개혁 이후 행정법원 법관들도 사법관으로 호칭되고 있으므로므로 해석론적 관점에서도 행정법원을 전통적 사법부의 일부로 포함시킬 수 있게 되었다.
- 프랑스 파기원(프랑스어: Cour de cassation) : 민사, 형사사건을 관할하는 일반법원의 최고법원. 각 지역별로 항소법원 등 하급심 법원을 두어 3심제를 실시하고 있다. 국립사법관학교(프랑스어: École nationale de la Magistrature)를 졸업했거나 경력을 인정받아 사법관의 자격을 취득한 사람이 파기원을 포함하는 일반법원의 법관으로 임용될 수 있다. 사법관들의 임기에는 제한이 없으나 정년은 67세(파기원장은 68세)다. 파기원 법관을 포함한 모든 사법관들의 인사는 최고사법관회의에 맡겨져 있으며, 사법관들은 최고사법관회의에 제청에 따라 프랑스 대통령이 임명하게 된다. 파기원은 6개의 재판부(프랑스어: chambre)로 이루어져 있으며 각 부에는 법관(프랑스어: conseillers)들이 업무량에 따라 배치되어 있다. 파기원에만 약 200명의 법관이 근무하는 것으로 알려져 있다[7]. 한편으로 파기원에는 프랑스 사법부의 일부인 프랑스 검찰을 대표하는 직위로써 검찰총장(프랑스어: procureur général), 고등검사장(프랑스어: premiers avocats généraux), 검사장(프랑스어: avocats généraux) 등 검사들이 소속되어 파기원이 선고하는 법률해석의 적정성을 감독하게 된다[8].

- 국참사원(프랑스어: Conseil d'État) : 행정사건을 관할하는 전문법원의 최고법원. 국사원이라고도 번역된다. 국사원은 단순한 재판기관이 아니고, 프랑스 정부의 법적 활동에 대해 자문을 하는 역할도 맡고 있다. 국사원의 소송담당부(프랑스어: Section du contentieux)가 행정재판을 하는 법원에 해당하며, 국사원에만 약 230명의 법관이 근무하는 것으로 알려져 있다[9]. 국사원은 본래 단일법원이었으나 과중한 업무를 덜기 위해 50년대, 70년대에 두 차례 개혁을 걸쳐 산하에 각 지역별로 하급심 법원을 두면서 현재에 이르러서는 3심제를 실시하고 있다. 과거 국립행정학교(Ecole nationale d'administration)를 졸업했거나 경력을 인정받은 사람은 행정법원의 법관으로 임용될 수 있다. 국사원의 장은 법률에 따라 현직 프랑스 총리가 맡으나 실제 업무는 부원장이 대부분 수행하고 있으며, 이들은 소속 자체는 행정공무원이지만 법관과 유사한 지위를 보장받는다[10]. 국사원 산하 행정법원 하급심 법관들 역시 위에서 살펴본 최고행정법원회의에서 사법행정을 주관하여 일반법원 법관과 동등한 수준의 신분보장을 인정받고 있다.
  - 회계감사원(프랑스어: Cour des comptes) : 프랑스 헌법 제5장 '의회와 정부의 관계(프랑스어: Des rapports entre le parlement et le gouvernement)' 제47-2조에 따른 회계감사원은 정부의 재정지출 적정성을 재판 형태로 평가하는 기관으로서 자체적으로는 항소심(제2심)까지만을 관할하고 상고심을 국사원이 관할하므로 비교법학적으로 행정법원에 속한다. 프랑스의 헌법재판소인 헌법평의회 역시 같은 취지의 결정을 내린바 있다[11].

- 헌법평의회(프랑스어: Le Conseil constitutionnel) : 헌법재판을 관할하는 최고법원이자 단일 법원이다. 9명으로 구성되고, 3명은 대통령이, 3명은 상원의장이, 3명은 하원의장이 임명하며 임기는 9년이다. 한 차례만 임기를 3년 연장할 수 있다. 프랑스 헌법평의회의 위원들은 임용될 때 법관의 자격을 요구받지 않지만 실제로는 위원의 대부분이 재판을 담당해본 경력이 있는 사람들로 구성된다. 본래 프랑스 헌법평의회는 법률의 위헌성을 사전적으로 심의하는 심의기관에 가깝고 재판기관으로서의 성격이 약했으나, 2008년 개헌을 통해 사법심사 권한에 가까훈 사후적 사법심사 제도가 도입되면서[12] 재판기관으로서의 속성이 강해졌다고 평가받는다[13]. 헌법소원 제도를 운영하지 않고 있다.

- 관할법원(프랑스어: Tribunal des conflits) : 파기원을 정점으로 하는 일반법원과 국사원을 정점으로 하는 행정법원 간에 관할이 문제되는 경우 이를 재판의 형태로 결정하기 위한 특수한 법원이다. 법무부장관, 파기원 법관 3명, 국사원 법관 3명 및 앞의 7명이 지정하는 2명 등 총 9명이 재판관으로서 관할분쟁에 대해 판결을 내리게 된다[14].

## 같이 보기
- 사법부
- 헌법기관
- 프랑스 정부
- 사법관